# Vanilleorchis
Vanilleorchis (Nigritella) is een niet langer onderscheiden geslacht van terrestrische orchideeën. Deze zijn sinds enkele jaren opgenomen in het geslacht muggenorchis (Gymnadenia).
Voor de kenmerken van dit geslacht, zie aldaar.

## Naamgeving en etymologie
De naam Nigritella is afkomstig uit het Latijnse 'nigritia' (zwart) en slaat op de kleur van de bloemen van de zwarte vanilleorchis (N. nigra).
Vanilleorchis (Nigritella) is niet te verwarren met het tropische orchideeëngeslacht Vanilla, waartoe de vanille-orchidee behoort.